# Abraham Charnes
Abraham Charnes (*  4. September 1917 in Hopewell (Virginia); † 19. Dezember 1992) war ein US-amerikanischer Mathematiker, der sich mit Operations Research und Betriebswirtschaft befasste. Er war Professor für Management Science and Information Systems an der University of Texas at Austin.
Charnes studierte an der University of Illinois mit dem Bachelor-Abschluss 1938, dem Master-Abschluss 1939 und der Promotion über ein Thema der Aerodynamik bei David Bourgin 1947 (Wing-Body Interaction in Linear Supersonic Flow). Im Zweiten Weltkrieg forschte er bei der US Navy zu Operations Research (wofür er die Distinguished Public Service Medal der US Navy erhielt). Er war Professor für Angewandte Mathematik an der Northwestern University und ab 1968 an der University of Texas at Austin (Jesse H. Jones Professor und später John P. Harbin Professor im College of Business Administration).
In den 1950er Jahren entwickelte er Algorithmen zum Transportproblem.
2006 erhielt er mit William W. Cooper den INFORMS Impact Prize für ihre Arbeit über Dateneinhüllanalyse. Hier ist das von Charnes, Cooper und Rhodes 1978 entwickelte CCR-Modell nach ihnen benannt. 1982 erhielt er mit Cooper und Richard Duffin den John-von-Neumann-Theorie-Preis. Er erhielt den Harold Lardner Memorial Award der Canadian Operations Research Society. 1975 war er in der engeren Auswahl für den Nobelpreis für Wirtschaftswissenschaft.
Zu seinen Doktoranden gehört Carlton E. Lemke.

## Schriften
- mit W. W. Cooper, A. Henderson: An introduction to linear programming, Wiley 1953 (auch ins Chinesische, Russische und Japanische übersetzt)
  - von ihm darin Teil 2:  Lectures on the mathematical theory of linear programming
- mit W. W. Cooper: Management models and industrial applications of linear programming, 2 Bände, Wiley 1961
- Herausgeber: Data envelopment analysis : theory, methodology, and application, Kluwer 1994
- mit W. W. Cooper, R. J. Niehaus:  Studies in manpower planning, Washington D. C., Office of Civilian Manpower Management, Dept. of the Navy, 1972